# Muzeum Emila Zegadłowicza
Uzasadnienie: Ten sam obiekt.
Muzeum Emila Zegadłowicza w Gorzeniu Górnym – muzeum biograficzne zlokalizowane w XVIII-wiecznym dworze w Gorzeniu Górnym. 

## Historia
Muzeum powstało w 1946 roku z inicjatywy żony oraz córek pisarza. Początkowo udostępniono trzy pomieszczenia, z czasem ekspozycja rozrosła się do jedenastu pomieszczeń. W 1980 wystawę zamknięto z powodu konieczności remontu budynku. Do 1992 roku placówka prowadzona była we współpracy z PTTK. W 1992 roku młodsza córka, Atessa wraz z rodziną powołała do życia Fundację „Czartak”, która przejęła opiekę nad zbiorami rok później. Ekspozycję ponownie udostępniono zwiedzającym w 1995.
7 lutego 1972 dwór został wpisany do rejestru zabytków, a 20 kwietnia 1978 do rejestru wpisano również otaczający go park.
W połowie grudnia 2017 roku został podpisany akt notarialny, na podstawie którego Zarząd Fundacji „Czartak” Muzeum im. Emila Zegadłowicza w Gorzeniu Górnym przekazał nieodpłatnie znajdującemu się w zamku w Suchej Beskidzkiej Muzeum Miejskiemu kolekcję dzieł sztuki, mebli, rzemiosła artystycznego, literatury i fotografii, łącznie 812 obiektów. Według fundacji, eksponaty wymagały konserwacji i utrzymania, a na to nie było ją stać, stąd decyzja o przekazaniu, aby nie uległy zniszczeniu. Muzeum zostało zamknięte.

## Ekspozycja
W muzeum znajdowała się ekspozycja biograficzna, związana z życiem i twórczością pisarza oraz ukazująca klimat kulturalny XX-lecia międzywojennego. Było to największe muzeum biograficzne w Polsce, obejmowało 12 sal ekspozycyjnych i ponad 800 eksponatów prezentujących dorobek kulturalny XX-lecia międzywojennego. W skład ekspozycji wchodziły obrazy takich autorów jak m.in. Leon Wyczółkowski, Jerzy Hulewicz, Józef Mehoffer, Władysław Lam, Stanisław Noakowski, Bronisława Rychter-Janowska oraz Zbigniew Pronaszko, kolekcja malarstwa chińskiego oraz rzeźby twórcy ludowego Jędrzeja Wowry. W muzeum znajdowała się również korespondencja pisarza m.in. z Bolesławem Leśmianem, Julianem Tuwimem oraz Marią Pawlikowską-Jasnorzewską, której część przekazano Bibliotece Uniwersyteckiej w Poznaniu.